# Gustavo A. Uruchurtu Peralta
Gustavo Adolfo Uruchurtu Peralta (Hermosillo, Sonora, 9 de marzo de 1896 - Ciudad de México, 9 de octubre de 1987) fue un médico y político mexicano.

## Biografía
Nació en la ciudad de Hermosillo, sus padres fueron el Prof. Gustavo Adolfo Uruchurtu Ramírez y María Luisa Regina Peralta Arvizu. Fue el segundo de nueve hermanos, destacando su hermano menor Ernesto Uruchurtu Peralta, quien fuera Secretario de Gobernación, Secretario General del PRI y Jefe del Departamento del Distrito Federal.
Fue sobrino del diputado Manuel Uruchurtu, que fue la única víctima mexicana en fallecer durante el hundimiento del RMS Titanic.

## Carrera
Se graduó como médico cirujano especializado en urología (generación 1918), carrera que cursó en la Escuela de Medicina de la Universidad Nacional (hoy UNAM), aunque se dedicó más a la política que al ejercicio de su profesión. No obstante mantuvo hasta su muerte su consultorio médico que se ubicaba en la Av. San Juan de Letrán esquina con República de El Salvador.
Sirvió como médico personal del general Álvaro Obregón, quien fuera presidente de la República de 1920 a 1924 y electo nuevamente en 1928, aunque murió asesinado siendo presidente electo.
En 1928 es electo diputado federal por el Estado de Sonora. Llegó a ser secretario de la Gran Comisión del Congreso.
Hacia finales de 1928 o principios de 1929 deja la Diputación Federal como producto de la persecución que tuvieron diversos políticos obregonistas, exiliándose en la ciudad de Los Ángeles, California (EE. UU.), donde vivió hasta 1930.
A su regreso a México, con el beneplácito del Presidente de la República, el licenciado Emilio Portes Gil, entra a trabajar en el Departamento de Salud Pública (hoy Secretaría de Salubridad y Asistencia). Ahí participa en diversas campañas sanitarias encaminadas e la erradicación de enfermedades tales como sarampión, viruela, paludismo o dengue, etc.
En 1940 es nombrado Comisionado de Salud por el general Manuel Ávila Camacho, Presidente de la República.
Para 1943 buscó ser candidato a Gobernador por el Estado de Sonora. No obstante, no obtuvo la nominación ya que el general Abelardo L. Rodríguez, Presidente Sustituto de la República de 1932 a 1934, también buscó la candidatura, y por tanto la gubernatura.
De 1946 a 1952 funge como Senador de la República por el Estado de Sonora. En su paso por el Senado establece una cercana amistad con otros destacados Senadores como el Lic. Adolfo López Mateos y el Lic. Gustavo Díaz Ordaz, quienes llegaron a ser Presidentes de la República.
En 1952 es nombrado Patrono Presidente del Nacional Monte de Piedad, cargo en el que permanecería hasta 1971, año en que se retira de la política para dedicarse a su vida privada.

## Muerte
Falleció en la Ciudad de México el 9 de octubre de 1987.
- Datos: Q5794412